# Società Podistica Lazio 1902-1903
Questa voce raccoglie le informazioni riguardanti la Società Podistica Lazio nelle competizioni ufficiali della stagione 1902-1903.

## Stagione
La quasi assoluta mancanza di fonti giornalistiche non consente di registrare dati certi sulle vicende calcistiche romane. Del resto è necessario porre l'attenzione sul fatto che il gioco del calcio d'inizio secolo non aveva ancora delle regole precise e solo nel 1903 l'ebanista e socio laziale Alberto Canalini, costruì le porte di calcio e le piantò a Piazza d'Armi. Prima le porte erano costituite da mucchi di vestiti o pietre disposti a distanza di circa sette metri e il portiere poteva prendere il pallone con le mani sull'intera superficie del campo. Spesso "la lotta con i piedi", come spesso era chiamato il foot-ball, vedeva incontrarsi le squadre di varie società a corollario di manifestazioni sportive d'altro genere.

## Divise
L'uniforme è una maglia bianca con calzoncini neri.
| Manica sinistra · Maglietta · Manica destra · Pantaloncini · Calzettoni |

## Organigramma societario
Area direttiva
- Presidente: Giuseppe Pedercini

Area tecnica
- Allenatore: Sante Ancherani

## Rosa
| N. |                   | Ruolo | Calciatore         |
| -- | ----------------- | ----- | ------------------ |
|    | Italia (bandiera) | P     | Arturo Balestrieri |
|    | Italia (bandiera) | P     | Andrea Cerruti     |
|    | Italia (bandiera) | D     | Pietro Cerruti     |
|    | Italia (bandiera) | D     | Carlo Grassi       |
|    | Italia (bandiera) | D     | Alceste Grifoni    |
|    | Italia (bandiera) | C     | Olindo Bitetti     |
|    | Italia (bandiera) | C     | Giuseppe D'Amico   |
|    | Italia (bandiera) | C     | Guido Mariotti     |

| N. |                   | Ruolo | Calciatore          |
| -- | ----------------- | ----- | ------------------- |
|    | Italia (bandiera) | C     | Fernando Pellegrini |
|    | Italia (bandiera) | A     | Sante Ancherani     |
|    | Italia (bandiera) | A     | Ernesto Cerruti     |
|    | Italia (bandiera) | A     | Rodolfo De Mori     |
|    | Italia (bandiera) | A     | Angelo Golini       |
|    | Italia (bandiera) | A     | Tito Masini         |
|    | Italia (bandiera) | A     | Romolo Pollina      |
|    | Italia (bandiera) | A     | Augusto Ricci       |

## Calciomercato
| Acquisti | Acquisti | Acquisti | Acquisti |
| R.       | Nome     | da       | Modalità |
| -------- | -------- | -------- | -------- |

| Cessioni | Cessioni | Cessioni | Cessioni |
| R.       | Nome     | a        | Modalità |
| -------- | -------- | -------- | -------- |